# Model Randall-Sundruma

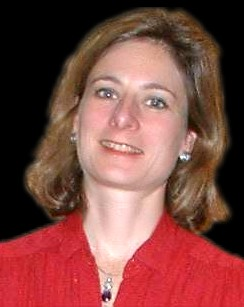
Lisa Randall, twórczyni modelu

Teoria Randall-Sundruma – rodzaj M-teorii przewidujący istnienie 5 wymiarów czasoprzestrzennych (cztery wymiary przestrzeni + jeden czasu).
Model Randall-Sundruma wiąże się z problemem nadmiarowych wymiarów pojawiających się w teoriach fizycznych od lat 20. XX wieku, wprowadzonych po raz pierwszy przez Kaluzę i Kleina w próbie unifikacji oddziaływania grawitacyjnego i elektromagnetycznego. Wprowadzony tam dodatkowy wymiar miał postać okręgu o na co dzień zaniedbywalnie małym, niedostrzegalnym promieniu, formalnie jednak w wyniku dodania go otrzymywano przestrzeń będącą iloczynem zwykłej czterowymiarowej czasoprzestrzeni Minkowskiego i okręgu. Z drugiej strony, gdyby dodatkowy wymiar wpływał jedynie na oddziaływania grawitacyjne, a nie na pozostałe, jego wymiar mógłby być większy, sięgający wymiarów mm. Jego obecność pozwoliłaby zarazem na wyjaśnienie problemu hierarchii, dotyczącego olbrzymiej różnicy w sile oddziaływań: słabego grawitacyjnego i znacznie silniejszych pozostałych.
Model Randall-Sundruma przyjmuje podobne założenia, mianowicie obecność dodatkowego wymiaru, skompaktyfikowanego do okręgu, którego obie połówki utożsamiono dodatkowo ze sobą. Formalnie oznacza to orfifold {\displaystyle S^{1}/\mathbb {Z} _{2},} tworzony przez okrąg (tzn. 1-wymiarową sferę) i dwuelementową grupę multiplykatywną, z dwoma punktami stałymi, z których każdy wyznacza 3-branę, na której leży trójwymiarowy świat, taki jak postrzegany przez człowieka, zanurzony w przestrzeni 5-wymiarowej.